# Ольгово (Витебский район)
Ольгово (бел. Альго́ва) — агрогородок в Витебском районе Витебской области Беларуси. В составе Бабиничского сельсовета.

## География
В 1 км на север от Витебска, 3 км от железнодорожной станции Витебск, на автомобильной дороге Н-2314.

### Гидрография
В 4 км от реки Западная Двина.

## Этимология
Олег (стар-русс. Ольгъ) — восточно-славянская форма германского имени Гельги (Helgi).

## История
Деревня известна с XVI века как королевское владение, в 1598 году частная собственность Яна Киселя в Витебском воеводстве ВКЛ. В 1641 году поселение конных мещан в составе Витебской экономии, 2 волока земли, 4 крестьянина. В XVIII веке деревня в Витебском воеводстве ВКЛ. В 1770 году в составе имения Мартьянова во владения Огинских. После 1-го раздела Речи Посполитой в 1772 году в Российской империи, в Витебском уезде Псковской, с 1776 года Полоцкой губерний. В 1783-1785 годах деревня. С 1796 года в Белорусской, с 1802 года в Витебской губерниях.
В начале XIX века Ольгово в составе родового имения помещиков Ленковичей. В 1833 году имелась корчма. В 1846 году частная собственность полковника в отставке помещика Николая Ленковича. В 1905 году деревня в Мишковской волости Витебского уезда Витебской губернии. Деревня принадлежала Подберезскому сельскохозяйственному обществу, которое имело 144 десятины земли. В 1909 году на средства помещика Косово и крестьян построено кирпичное здание школы, а при ней баня и сарай. В марте 1924 года возвращена в состав БССР. С 20 августа 1924 года в Ялоговском сельсовете Витебского района Витебского округа (до 26 июля 1930 года).
Ольговскую школу посещали 20 детей из Ольгово и 68 из окрестных деревень. В 1929 году организован колхоз имени Красной Армии, в который вошло 187 дворов, 768 жителей. В 1931 году колхоз обслуживала Витебская МТС. В колхозе работали 6 полводчих, 1 животноводческая, 2 огороднические бригады, кузница, лесопилка, сапожная и колесная мастерские.
С 20 февраля 1938 года в Витебской области. В 1938 году с деревней Ольгово объединились деревни Барковщина и Батруки.
С середины июля 1941 года до конца июня 1944 года оккупирована нацистскими войсками. В боях с немцами здесь погибли 450 советских солдат. С 16 апреля 1954 года деревня в Бабиничском сельсовете, центр колхоза имени Красной Армии. С 27 декабря 1991 года Центр производственно-коммерческого общества «Альгова», с 22 августа 1996 года снова в колхозе имени Красной Армии. В 1997 году центр колхоза имени Красной Армии, с 25 сентября 2003 года — центр ЗАО «Ольговское», с 2008 года — СПК «Ольговское».
В 2008 году деревня Ольгово преобразована в агрогородок.
В 2011 году часть территории Ольгово включена в городскую черту Витебска.
В 2024 году за высокие показатели, достигнутые в ходе проведения в 2023 году республиканского смотра санитарного состояния и благоустройства населённых пунктов Республики Беларусь, аг. Ольгово признан одним из победителей, награждён переходящим вымпелом.

## Население

### Численность
- 2009 год — 1 607 жителей

### Динамика
- (1783-1785) — 21 двор, 85 жителей
- 1833 год — 41 ревизская душа
- 1847 год — 8 дворов, 58 жителей
- 1905 год — (21 двор, 177 жителей) — деревня, (1 двор, 6 жителей) — бывшая карчма, (2 двора, 11 жителей) — новая карчма[9]
- 1926 год — 27 дворов, 145 жителей — Ольгово-1, 23 двора, 125 жителей — Ольгово-2
- 1995 год — 321 двор, 1024 жителя
- 1997 год — 555 хозяйств, 1399 жителей
- 2003 год — 574 хозяйства, 1479 жителей
- 2009 год — 1 607 жителей (перепись населения)[10]
- 2018 год — 689 хозяйств, 1623 жителя

## Инфраструктура
Базовая школа, детский сад, ясли-сад, филиал Бабиничской детской школы искусств, ФАП, Дом культуры, библиотека, отделение связи, отделение ОАО "АСБ Беларусбанк", торговые объекты.

## События и мероприятия
- 2023 год — районный фестиваль-ярмарка «Дажынкi»

## Культура
- Дом культуры
- Образцовый хореографический коллектив «ОльКІра»

## Достопримечательность
- Братская могила советских воинов и партизан (1964)